# 기능 (생물학)
기능(機能, 영어: function)은 진화생물학에서 자연선택을 통해 진화한 체계에서 어떤 대상이나 과정이 발생한 이유이다. 이러한 이유로는 일반적으로 엽록소가 광합성에서 빛 에너지를 포착하는 데 도움이 되는 것과 같은 일부 결과를 달성하는 것을 예로 들 수 있다. 그러므로 이러한 기능을 가지고 있는 생물은 생존하고 번식할 가능성이 더 높으며, 다시 말해서 그 기능은 생물의 적합도를 증가시킨다. 진화에 도움이 되는 특성을 적응이라고 한다. 다른 특성들은 비기능적일 수도 있지만, 나중에 새로운 기능을 제공할 여지가 있을 경우 진화 과정에서 채택될 수 있다.
생물학에서 기능은 여러 방식으로 정의된다. 생리학에서는 단순히 기관, 조직, 세포 또는 분자가 하는 일이다.

## 같이 보기
- 진화생물학